# Sapranthus campechianus
Sapranthus campechianus (Kunth) Standl. – gatunek rośliny z rodziny flaszowcowatych (Annonaceae Juss.). Występuje naturalnie w południowo-wschodniej części Meksyku (na półwyspie Jukatan oraz w stanie Chiapas), w Belize, Gwatemali oraz Hondurasie. 

## Morfologia
PokrójZimozielone drzewo lub krzew dorastające do 2–10 m wysokości.
LiścieMają kształt od eliptycznego do odwrotnie owalnego. Mierzą 2,8–21,2 cm długości oraz 1,6–8,6 szerokości. Nasada liścia jest rozwarta lub klinowa. Liść na brzegu jest całobrzegi. Wierzchołek jest spiczasty. Ogonek liściowy jest owłosiony i dorasta do 2–9 mm długości.
KwiatySą pojedyncze. Rozwijają się w kątach pędów. Działki kielicha mają trójkątny kształt i dorastają do 4–8 mm długości. Płatki mają kształt od owalnego do eliptycznego. Mają zielony kolor, później przebarwiając się na czerwono. Dorastają do 25–33 mm długości. Mają około 100 pręcików i 9–13 słupków.
OwoceMają kształt od elipsoidalnego do odwrotnie jajowatego. Osiągają 18–34 mm długości.

## Biologia i ekologia
Rośnie w lasach. Występuje na wysokości do 1200 m n.p.m.